# 데이비 클라선
데이비 클라선(네덜란드어: Davy Klaassen, 1993년 2월 21일 ~ )은 네덜란드의 축구 선수이다. 현재 소속팀은 네덜란드 에레디비시의 아약스이다.